# Museo diocesano

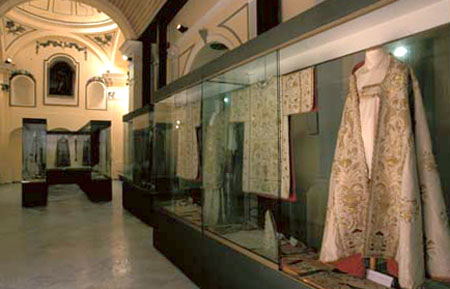
Uno scorcio del museo diocesano di Ariano Irpino, in Italia.

Un museo diocesano (o, più propriamente, un museo ecclesiastico di interesse diocesano) è una struttura museale che raccoglie, custodisce, espone e valorizza le opere sacre della diocesi di riferimento.

## Storia e aspetti giuridici
I primi sorsero nel XIX secolo. La secolarizzazione dei beni ecclesiastici che prese diffusamente piede durante quel secolo aveva dato vita a imponenti raccolte di opere d'arte spogliate da chiese e conventi e confluite in massima parte in musei statali, a volte appositamente istituiti. Col ritorno alle diocesi di una parte degli edifici di culto, ci si rese conto, col tempo, che era mutato il rapporto verso gli antichi oggetti liturgici e devozionali, non più visti solo dal punto di vista religioso, ma riconosciuti ormai anche come testimonianza storica e artistica. In questa ottica sorsero i primi "Tesori", ovvero depositi di opere d'arte sacra rinvenute per lo più nelle cattedrali, magari a seguito di restauri, e non più collocabili altrove per ragioni di spazio o di sicurezza.
In seguito, a partire dalla primo dopoguerra, anche le alte gerarchie ecclesiastiche iniziarono a mostrare maggiore sensibilità su questo tema: nel 1923 il cardinale Pietro Gasparri inviò una circolare ai vescovi richiedendo di "conservare, trasmettere e amministrare" ogni sorta di opera d'arte religiosa che fosse possibile reperire nell'ambito della comunità diocesana di competenza. L'anno successivo fu inoltre istituita una Commissione centrale per l'arte sacra, la quale era destinata a coordinare le singole commissioni diocesane delegate, oltre che alla catalogazione del materiale rinvenuto, anche all'istituzione dei musei.
Per quanto concerne gli aspetti organizzativi e gestionali, i musei diocesani sono considerati come una semplice categoria di museo ecclesiastico, il cui riferimento principale è la "Lettera circolare sulla funzione pastorale dei musei ecclesiastici" promulgata nel 2001 dalla Pontificia commissione per i beni culturali della Chiesa, che regolamenta sotto ogni aspetto la materia dei musei ecclesiastici (siano essi diocesani, interdiocesani, parrocchiali o di altro tipo), stabilendone le funzioni, le limitazioni e le integrazioni con altre istituzioni religiose e culturali.